# Zăvoi
Zăvoi là một xã thuộc hạt Caraș-Severin, România. Dân số thời điểm năm 2002 là 4356 người.